# Зябліцев Ігор Геннадійович
Ігор Геннадійович Зябліцев (іноді Зяблицев; нар. 4 квітня 1970) — український волейбольний тренер, педагог, колишній волейболіст. Майстер спорту України. Колишній головний тренер чоловічої збірної України з волейболу.

## Життєпис
Народжений 4 квітня 1970 року в Харківській області.
Випускник Харківської обласної загальноосвітньої середньої школи-інтернату спортивного профілю (відділення волейболу).
Виконував обов'язки головного тренера харківського «Локомотива», коли команда всьоме в історії та вчетверте підряд здобула Кубок України (2010). У січні 2017 року після відставки Анатолія Янущика очолив команду цього клубу.
Протягом певного часу був помічником головного тренера чоловічої національної команди України Юрія Філіппова. Після того, як у 2014 році в російських ЗМІ з'явилася інформація, що останній стане головним тренером команди російської Суперліги — «Факел» із Нового Уренгоя), той відмовився від посади — Ігор Зябліцев очолив збірну.
Майстер спорту України. Працює учителем на відділенні спорту Харківського фахового коледжу спорту, спеціаліст I категорії.